# Philodromus fuscolimbatus
Philodromus fuscolimbatus este o specie de păianjeni din genul Philodromus, familia Philodromidae, descrisă de Lucas, 1846. Conform Catalogue of Life specia Philodromus fuscolimbatus nu are subspecii cunoscute.